# Lernaea cyprinacea
Lernaea cyprinacea – gatunek pasożyta z podgromady widłonogów, rodziny Lernaeidae.
Długość ciała: 9,0–22,0 mm u samicy, szerokość: 15–20 mm. Kształt ciała walcowaty. Posiada wyodrębnioną głowę z dwiema parami wyrostków. Worki jajowe samicy są wydłużone i osiągają długość 1/3 długości ciała. Pasożyt zakotwicza się w ciele żywiciela głową, pozostawiając wystający na zewnątrz tułów i odwłok.
Jest pasożytem skóry ryb i powoduje u nich chorobę lerneozę. Pasożytuje na wielu gatunkach ryb. Głównym żywicielem jest  karaś (Carassius carassius) i karaś srebrzysty (Carassius auratus), jednak może pasożytować także na rybach karpiowatych i innych gatunkach ryb słodkowodnych. Pasożyty te występują na obszarze Europy oraz Azji.

## Rozwój
W rozwoju osobniczym występują 3 stadia nauplius i 5 stadiów kopepodit. Tylko stadia nauplius nie prowadzą pasożytniczego trybu życia. Samce po kopulacji giną. Samice przytwierdzają się do skóry ryb i wnikają głęboko aż do mięśni.